# The Brights
The Brights – ruch społeczny, którego celem jest promocja naturalistycznego punktu widzenia. Został założony w 2003 przez Paula Geiserta i Mynga Futrella. Wyraz "bright" (jasny, bystry) został wybrany przez Geiserta jako ogólne pojęcie, a Futrell zdefiniował je jako "osoba, której punkt widzenia jest naturalistyczny (wolny od nadprzyrodzonych i mistycznych elementów)".

## Cele
Trzy główne cele:
1. Promocja tolerancji i szacunku dla naturalistycznego punktu widzenia, wolnego od nadprzyrodzonych i mistycznych elementów.
2. Zdobycie zrozumienia w opinii publicznej faktu, że osoba o takich poglądach może pełnić funkcje publiczne.
3. Społeczna akceptacja pełnego udziału takich osób w życiu obywatelskim.

Ruch powstał jako społeczność internetowa sformowana wokół The Brights' Net, każdy z uczestników ma pełną swobodę w wypowiadaniu się we własnym imieniu. Obecnym motto witryny jest Elevating the Naturalistic Worldview.

## Historia
Paul Geisert był nauczycielem biologii w Chicago w latach 60., profesorem w latach 70., a przedsiębiorcą i pisarzem w latach 80. W latach 90. został współautorem materiałów edukacyjnych i stron internetowych związanych z nauczaniem religii w szkołach publicznych.
Przystąpił do "Marszu Bezbożnych Amerykanów na Waszyngton" (Godless Americans March on Washington) w 2002, ale nie podobała mu się etykieta "bezbożni" i postanowił znaleźć lepsze, pozytywnie brzmiące słowo. Pracując z współzałożycielem ruchu, Futrellem chciał doprowadzić do współpracy wielu niereligijnych osób, nienależących do żadnej z istniejących wtedy organizacji. Aby to osiągnąć, spopularyzował słowo "bright" oraz ideę społeczności obywatelskiej, która może łączyć ludzi za pośrednictwem Internetu.
Po pierwszych próbach na początku 2003 uruchomili stronę internetową 4 czerwca. Ruch stał się popularny dzięki artykułom Richarda Dawkinsa i Daniela Dennetta, w ciągu roku liczba członków wyrażała się pięciocyfrową liczbą. Coraz większą popularność zawdzięcza publicznej debacie wokół tzw. "nowego ateizmu" oraz całej serii książek, z których najważniejsze to: Bóg urojony, Odczarowanie. Religia jako zjawisko naturalne, Bóg nie jest wielki, Koniec wiary i List do chrześcijańskiego narodu. Do marca 2008 zarejestrowało się ponad 38 tysięcy członków ruchu należących do 148 narodów.

## Ruch
Zgodnie z definicją pojęcia "bright" wielu członków – choć nie wszyscy – identyfikuje się także jako ateiści, humaniści, świeccy humaniści, wolnomyśliciele, obiektywiści, racjonaliści, naturaliści, agnostycy, sceptycy  itd. Jednym z celów ruchu jest właśnie wprowadzenie ogólnego pojęcia, z którym może się identyfikować tak rozumiana "społeczność rozumu". Ale celem jest połączenie działań wszystkich ludzi mających naturalistyczny światopogląd, dlatego termin "bright" jest z założenia szerszy niż te kategorie. Do ruchu należą nawet duchowni protestanccy. 
Do ruchu należą znani biolodzy tacy jak: Richard Dawkins i Richard J. Roberts, psycholog Steven Pinker, filozof Daniel Dennett, oraz iluzjoniści i demistyfikatorzy James Randi, Penn i Teller.